# Astrid Witte
Astrid Witte (Den Helder, 1981) is een Nederlandse journalist, tekstschrijver en schrijver van kinderboeken en boeken voor volwassenen.

## Biografie
Witte werd geboren in Den Helder en groeide op op Texel. Ze deed de opleiding Commerciële economie aan de Hogeschool in Alkmaar. Na haar opleiding woonde ze dertien jaar in Zuid-Limburg alvorens zij terugkeerde naar Texel.
In 2016 debuteerde ze haar jeugdroman Spiegelmeisje. Na enkele boeken te hebben geschreven volgde ze een opleiding onderzoeksjournalistiek.
Witte schreef liefdesromans voor volwassenen, kinderboeken, Young Adult boeken en thrillers. Haar jeugdboeken verschenen bij uitgeverij Clavis. Haar jeugdroman Uit mijn bunker (2023) werd aangewezen als Lezen voor de Lijst boek (categorie 12-15 jaar, niveau 1).

### Jeugdboeken
- Spiegelmeisje, 2016
- Goed fout, 2017
- De groepering, 2018
- Het feeënwoud, 2021
- De halszaak, 2022
- Uit mijn bunker, 2023

### Boeken voor volwassenen
- Hometown : liefdesroman, 2017
- De nieuwe postbode van Oosterend, 2019
- Disconnect, 2020
- De tweede vrouw : psychologische thriller, 2021
- Virusvrees, 2021
- Zwijgen of het graf, 2022
- De verloren moeder, 2023
- Tripje Texel, 2024

- Gemeinsame Normdatei: 1286103517
- International Standard Name Identifier: 0000 0004 5930 0200
- Nederlandse Thesaurus van Auteursnamen: 407746595
- Virtual International Authority File: 220489249